# Dora Kircher
Dorothea „Dora“ Kircher, geborene Zandl (* 6. Februar 1881 in Lessern im Ennstal, heute Gem. Stainach-Pürgg; † 5. Februar 1953 in Villach) war eine österreichische Politikerin.

## Leben
Zandl war die uneheliche Tochter der Landwirtstochter Veronika Zandl (* 25. Dezember 1857; † 15. Februar 1943) und des Mathias Kren. Sie war römisch-katholisch und trat am 5. Dezember 1921 aus der Kirche aus. 1899 heiratete sie den Bahn-Kondukteur in Villach, Kircher.
Sie besuchte die zweiklassige Volksschule und trat 1907 der Sozialdemokratischen Partei bei und wurde dort Kassierin und Referentin. Zwischen 1918 und 1923 war sie Gemeindevertreterin in Villach. Vom 5. Juli 1921 bis zum Mandatsverlust nach Verbot der Sozialdemokratischen Partei am 12. Februar 1934 gehörte sie dem Kärntner Landtag an. Im Landtag war sie Mitglied des Schulausschusses.